# (200137) 1997 WV17
(200137) 1997 WV17 es un asteroide perteneciente al cinturón de asteroides, descubierto el 23 de noviembre de 1997 por el equipo del Spacewatch desde el Observatorio Nacional de Kitt Peak, Arizona, Estados Unidos.

## Designación y nombre
Designado provisionalmente como 1997 WV17.

## Características orbitales
1997 WV17 está situado a una distancia media del Sol de 3,146 ua, pudiendo alejarse hasta 3,376 ua y acercarse hasta 2,916 ua. Su excentricidad es 0,073 y la inclinación orbital 9,517 grados. Emplea 2038,62 días en completar una órbita alrededor del Sol.

## Características físicas
La magnitud absoluta de 1997 WV17 es 15,6. Tiene 5,009 km de diámetro y su albedo se estima en 0,053.